# 富绍庭
富绍庭（1030年代—1100年代），有的史书误作富绍延，字德先，北宋政治人物。宰相富弼长子。

## 生平
性靖重，能守家法。因父之荫为秘书省正字，曾为光禄寺丞。宋神宗熙宁元年（1068年）四月，时任新判汝州的富弼入觐，因有足疾，获准乘肩舆到殿门，神宗特地去内东门小殿见他，令富绍庭扶他入内，且命他不必下拜。
元丰六年（1083年）富弼去世，将遗奏亲手封存，让富绍庭上交。富弼死后，西京留守兼西京御史台司马光、同知枢密院范纯仁来哭吊，富绍庭告诉他们：“这就是遗表。”司马光、范纯仁说：“应当立即具奏，不要再开启。”十月，富绍庭葬父于河南府河南县金谷乡南张里祖坟。
富绍庭当时官居朝奉郎（阶官，只表示官员的级别，并无实际职务），被朝廷提拔除授西京留司御史台，以便奉养母夫人晏氏。
太师文彦博与范纯仁请求对富弼子孙优加录用，八年（1085年）七月，诏富弼配飨神宗庙，富绍庭作为其子特差河南府通判，富弼另有子孙一名得恩泽。元祐元年（1086年）二月，因富绍庭所请，诏赐富弼神道碑，以“显忠尚德”为额，命翰林学士苏轼撰文。之前富绍庭曾哭请司马光作墓志，但司马光早已不作墓志，最终还是拒绝了，后来在回绝两浙提举赵宣德时也提到了自己拒绝富绍庭的事。富绍庭又想请求苏轼作神道碑文，但因富弼曾阻止苏轼父苏洵升官，不敢说，后来说了，苏轼答应了，世人因此称赞苏轼。而司马光也为富弼墓志铭撰写了墓志盖。同年富绍庭母晏氏去世。二年（1087年），富绍庭请求追封亡母，获准，晏氏被追封为周国太夫人。三年（1088年）五月，因富绍庭所请，诏赠富弼神道碑额许御篆。因富绍庭请求奏加外甥恩泽，六年（1091年）二月，诏以富弼为配飨功臣，以其有遗表，特许奏异姓一人加恩泽，他人不得引以为例。
富弼的两女与婿及外甥皆同居，富绍庭待他们与父亲生前一样，对一家之事毫发不敢变，族里称道。历任宗正丞、提举三门白波辇运、通判绛州。宋徽宗建中靖国初年，除授提举河北西路常平，推辞道：“熙宁变法之初，先臣（指亡父富弼）因不行青苗法而获罪，臣不敢为此官。”徽宗嘉奖之，提升为祠部员外郎，下诏褒奖。不久，出知宿州。卒，年六十八。

## 家族
长子富直亮，曾任假承务郎。另一子富直柔，因富绍庭之荫得以补官，绍兴初年同知枢密院事，另有传。富直柔母卒于绍兴六年（1136年），未详是否富绍庭正妻。富直柔还有弟弟曾任发运司干办公事，可见富绍庭还有其他儿子。